# 新北歡樂耶誕城
新北市歡樂耶誕城，是臺灣新北市板橋區新板特區商圈一系列圣诞节活動的總稱。2011年由時任臺北市市長郝龍斌、新北市市長朱立倫任內協議決定，由新北市政府主辦聖誕活動、臺北市政府主辦跨年晚會，以避免互搶人潮及分散效益。由於新板特區所在位置有極為便利的四鐵共構交通樞紐，加上擁有都會中心難得的大型廣場以及周邊民間投資形塑的商圈效應，為此定型化的活動帶來洶湧人潮，形成特定時節的標誌性活動。

## 活動特色
2019年的新北市歡樂耶誕城活動，將廣場的竹筍地標化身為耶誕樹，並推出耶誕主燈秀，除了耶誕主燈秀、周邊裝置燈飾，市府更整合跨局處活動。除了固定地點舉辦，近年來也固定時間辦理，從11月中下旬起一直持續到隔年元旦，有利國內外遊客及早規畫旅遊活動。

2023年的新北耶誕城，選擇新北市吉祥物「桑塔熊Santa Bear」作為主角。主燈聖誕樹則一改竹筍造型，將以「天幕」的呈現。聖誕樹化身為抹茶耶誕樹蛋糕，並且被多款色彩繽紛的摩卡蛋糕、提拉米蘇、草莓甜點、莓果蛋糕、黑森林蛋糕、杯子蛋糕、大理石蛋糕包圍。聖誕樹頂端向外散出無數條燈串，星光閃閃壟罩整座廣場，為全台最大的天幕聖誕樹。

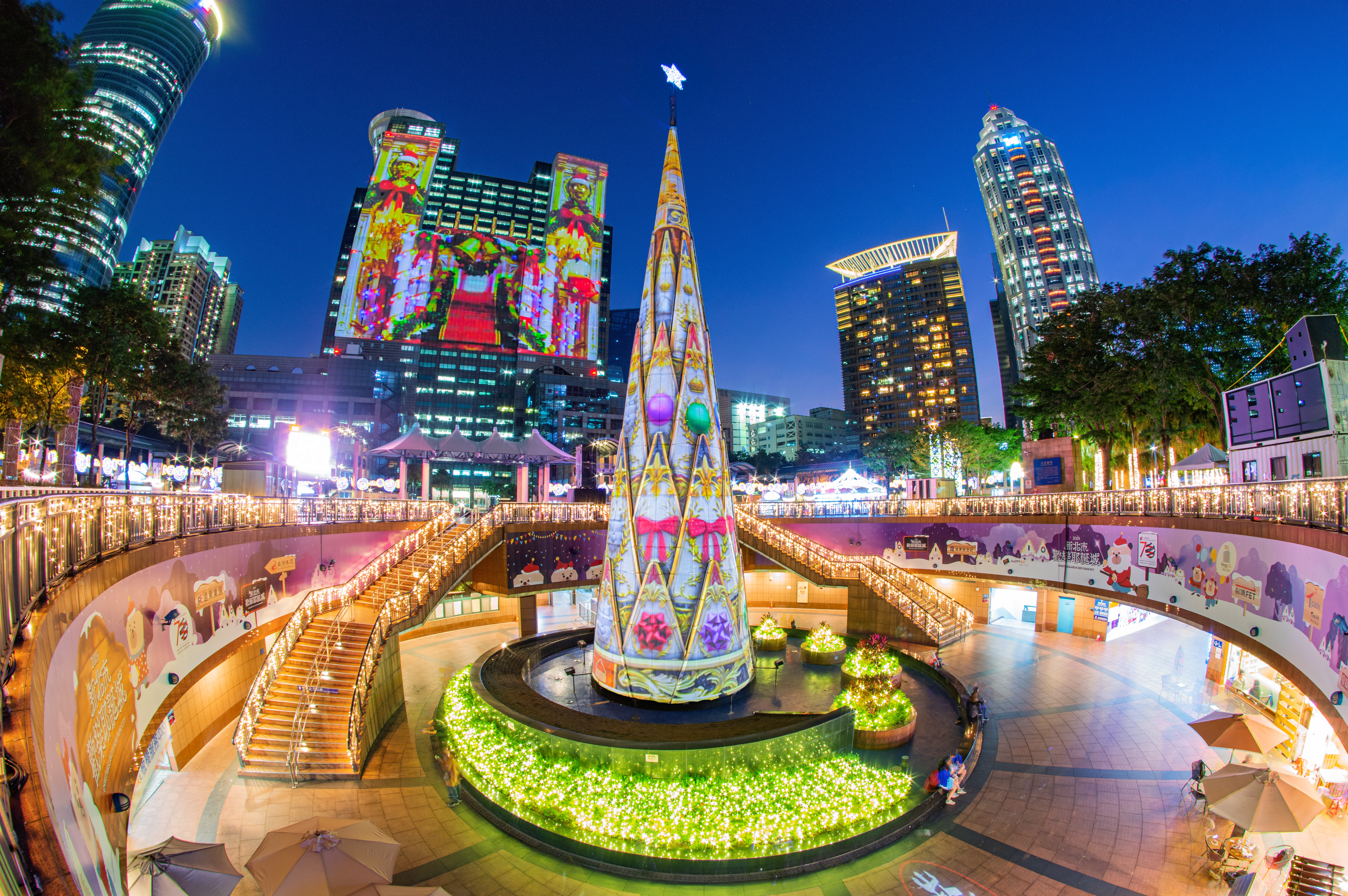
雷射光雕投影耶誕樹，為此一活動的特色

## 歷年演唱會
以下為巨星演唱會播出時間
| 年度 | 主持人                                                                         | 承办單位                                  | 转播单位 | 播出日期、時間 |
| ---- | ------------------------------------------------------------------------------ | ----------------------------------------- | --- | --- |
| 2011 | 左光平                                                                         | 弗利思特                                  | 網路：YouTube | 播出日期：2011年12月24日－2011年12月25日 播出時間：「美麗新北 幸福100」耶誕晚會 2011年12月24日18:00 搖滾演唱會 2011年12月25日16:00                                                                               |
| 2012 | 莎莎 小蝦 辰亦儒                                                               | 联意製作股份有限公司                      | 電視：TVBS歡樂台 網路：YouTube                                                                                                 | 播出日期：2012年12月22日－2012年12月23日 播出時間：「歡樂耶誕演唱會」 2012年12月22日18:00 2012年12月23日18:00 |
| 2013 | 楊千霈 Dennis                                                                  | 东森电视事业股份有限公司                  | 電視：超視 廣播：好事989 網路：YouTube                                                                                         | 播出日期：2013年12月7日－2013年12月8日 2013年12月21日－2013年12月22日 播出時間：「樂夜耶誕演唱會」 2013年12月7日18:30 2013年12月8日18:30 2013年12月21日18:00 2013年12月22日18:00                                 |
| 2014 | JR LuLu                                                                        | 三立电视股份有限公司                      | 電視：三立都會台（未直播12月6日的演唱會） MTV 網路：YouTube 廣播：好事989電台                                                  | 播出日期：2014年12月6日－2014年12月7日 2014年12月20日－2014年12月21日 播出時間：「經典偶像劇之夜」 2014年12月6日 「全民情歌之夜」 2014年12月7日 「巨星樂NOW之夜」 2014年12月20日 「舞動魅力之夜」 2014年12月21日 |
| 2015 | 黃子佼 （12月19日） 浩角翔起 （12月20日）                                      | 联意製作股份有限公司                      | 電視：TVBS歡樂台 TVB8 TVBS-Asia 廣播：Hit FM聯播網 網路：TVBS官網 YouTube                                                      | 播出日期：2015年12月19日－2015年12月20日 播出時間：「耶誕巨星派對」 2015年12月19日18:00-22:00 2015年12月20日18:00-22:00                                                                                          |
| 2016 | 莎莎 GTM （12月16日） 黃子佼 Popu Lady （12月17日） 浩角翔起 郭靜 （12月18日） | 联意製作股份有限公司                      | 電視：TVBS歡樂台 TVB8 TVBS-Asia 廣播：Hit FM聯播網（hit FM僅轉播12月17、18日的演唱會） 網路：TVBS官網 YouTube                  | 播出日期：2016年12月16日－2016年12月18日 播出時間：「巨星耶誕演唱會」 2016年12月16日18:00-22:00 2016年12月17日18:00-22:00 2016年12月18日18:00-22:00                                                              |
| 2017 | 莎莎 Masha （12月15日） 阿翔 宇珊 （12月16日） 黃子佼 寶兒 （12月17日）        | 联利媒体股份有限公司                      | 電視：TVBS歡樂台 TVBS精采台 TVBS-Asia 廣播：Hit FM聯播網 網路：TVBS官網 YouTube                                                | 播出日期： 2017年12月15日－2017年12月17日 播出時間：「巨星耶誕演唱會」 2017年12月15日18:00-22:00 2017年12月16日18:00-22:00 2017年12月17日18:00-22:00                                                             |
| 2018 | 黃子佼 宇珊                                                                    | 联利媒体股份有限公司 濪濪股份有限公司     | 電視：TVBS歡樂台 TVBS精采台 TVBS-Asia 廣播：Hit FM聯播網 網路：TVBS官網 YouTube                                                | 播出日期：2018年12月15日－2018年12月16日 播出時間：「巨星耶誕演唱會」 2018年12月15日18:00-22:00 2018年12月16日18:00-22:00                                                                                        |
| 2019 | 黃子佼 巴鈺                                                                    | 联利媒体股份有限公司 桔禾創意整合有限公司 | 電視：TVBS歡樂台 TVBS ASIA台 網路：MOD TVBS精采台 TVBS新聞網路 2019新北歡樂耶誕城活動官網 YouTube頻道 LINE TODAY               | 2019年12月14日－2019年12月15日 播出時間：「巨星耶誕演唱會」 2019年12月14日18:00-22:00 2019年12月15日18:00-22:00                                                                                                  |
| 2020 | 黃子佼、莎莎（12月12日） 黃子佼、趙岱新（12月13日）                            | 联利媒体股份有限公司 悍草創意有限公司     | 電視：TVBS歡樂台 TVBS精采台 TVBS ASIA台 網路：TVBS新聞網路 2020新北歡樂耶誕城活動官網 YouTube頻道 LINE TODAY 新北旅客Youtube   | 2020年12月12日－2020年12月13日 播出時間：「巨星耶誕演唱會」 2020年12月12日18:00-22:00 2020年12月13日18:00-22:00 網路直播提前為17:20播出                                                                          |
| 2021 | 黃子佼、納豆、曾子余（12月11日） 黃子佼、威廉、風田、朵拉（12月12日）          | 联利媒体股份有限公司                      | 電視：TVBS歡樂台 TVBS精采台 TVBS ASIA台 網路： YouTube頻道 TVBS NEWS 2021新北歡樂耶誕城活動官網 Facebook直播 TVBS新聞 新北旅客 | 2021年12月11日－2021年12月12日 播出時間：「巨星耶誕演唱會」 2021年12月11日18:00-22:00 2021年12月12日18:00-22:00                                                                                                  |
| 2022 | 黃子佼、威廉、朵拉、風田（12月10日） 黃子佼、林莎、大文、李易（12月11日）      | 联利媒体股份有限公司                      | 電視：TVBS歡樂台 TVBS精采台 TVBS ASIA台 網路： YouTube頻道 TVBS NEWS 2021新北歡樂耶誕城活動官網 Facebook直播 TVBS新聞 新北旅客 | 2022年12月10日－2022年12月11日 播出時間：「巨星耶誕演唱會」 2022年12月10日18:00-22:00 2022年12月11日18:00-22:00                                                                                                  |
| 2023 | 吳姍儒、林莎、曾子余（12月09日） 吳姍儒、林莎、楊銘威（12月10日）              | 聯利媒體股份有限公司                      | 電視：TVBS歡樂台 TVBS精采台 TVBS ASIA台 網路： YouTube頻道 TVBS NEWS 2023新北歡樂耶誕城活動官網 Facebook直播 TVBS新聞          | 尚未公布 |
| 2024 | 陳漢典、Sandra                                                                 | 年代網際事業股份有限公司                  | 電視：年代MUCH台 壹電視綜合台 網路： YouTube頻道 2024新北歡樂耶誕城活動官網                                                    | 尚未公布 |

## 外部連結
- 2023新北歡樂耶誕城 官方網站 （页面存档备份，存于） （繁體中文）（英文）
- 新北旅客的Facebook專頁
- 新北旅遊官方IG的Instagram帳戶
- YouTube上的新北旅客 New Taipei Tour頻道